# Sẻ bụi xám

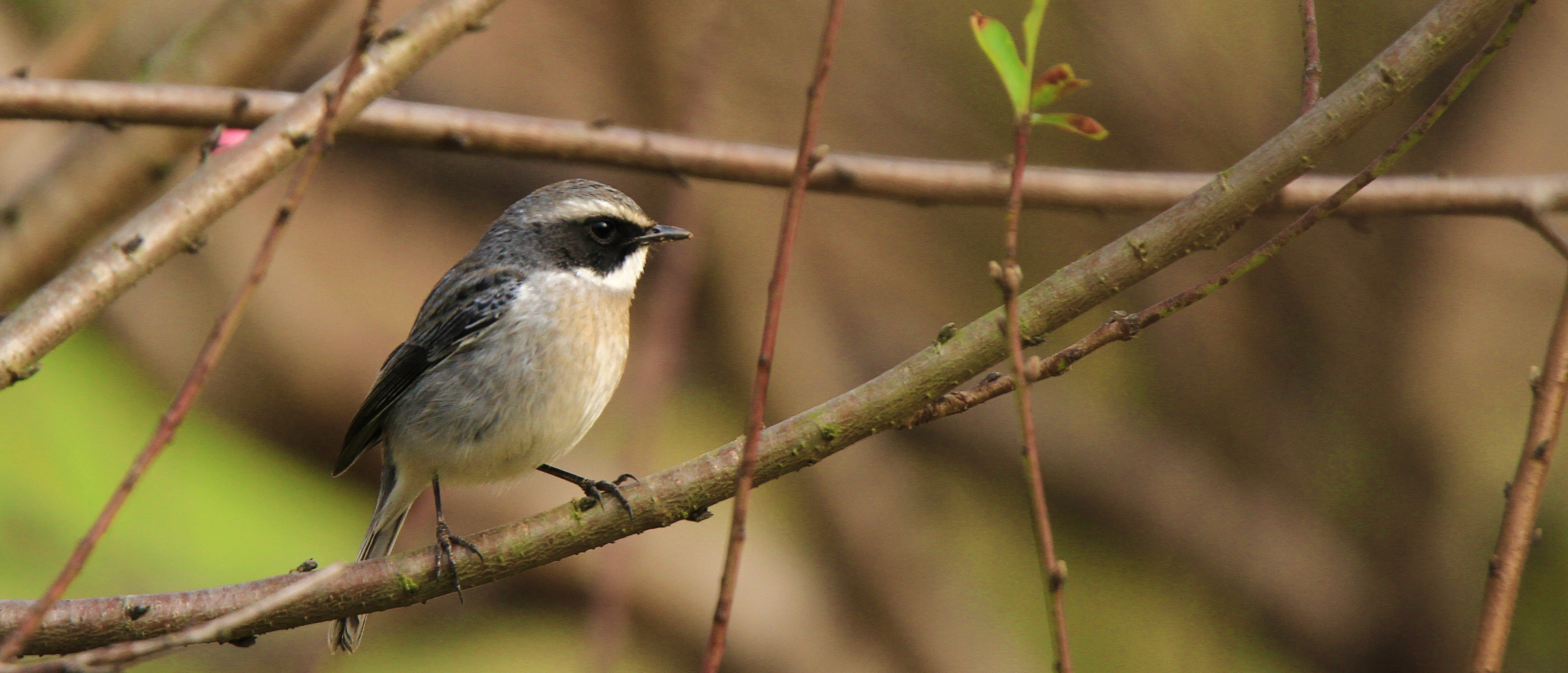
Sẻ bụi xám

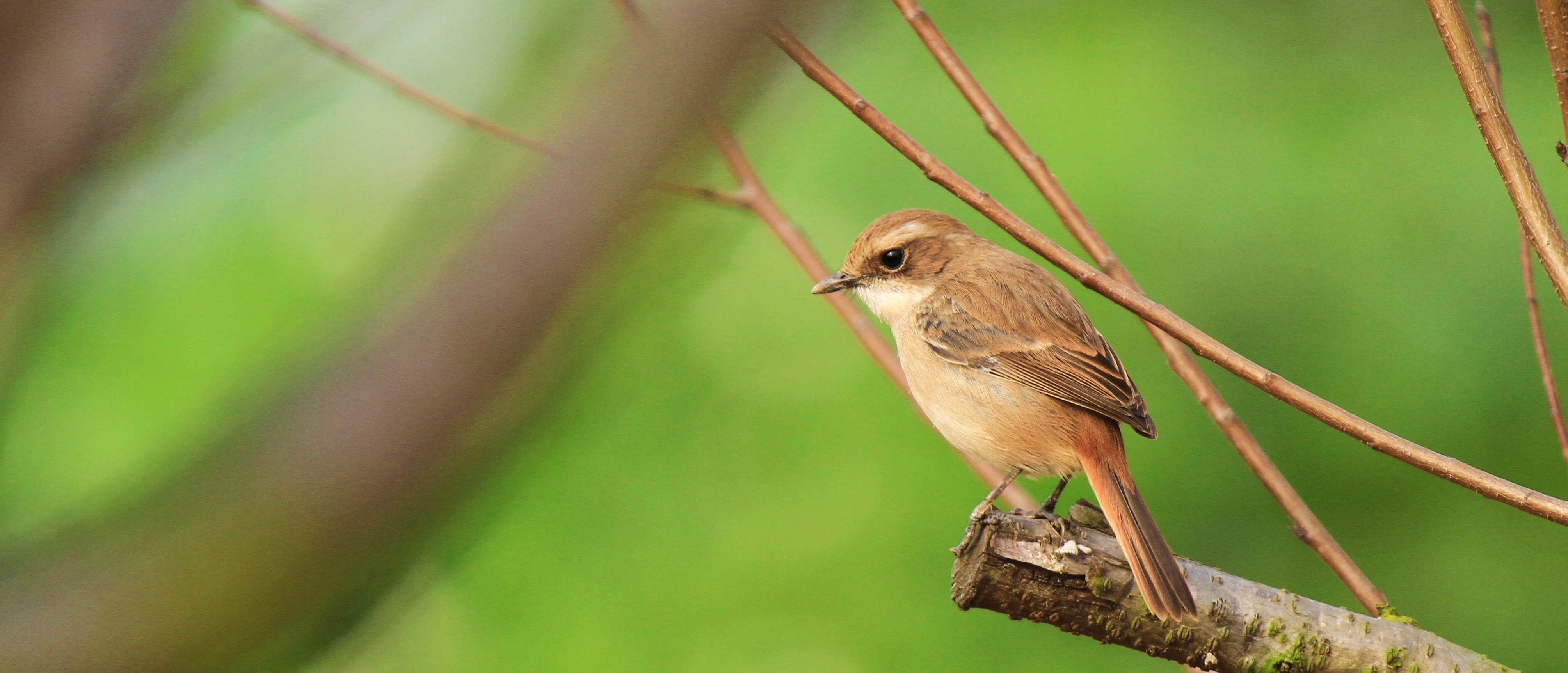
Sẻ bụi xám (chim mái)

Sẻ bụi xám (tên khoa học: Saxicola ferreus) là một loài chim trong họ Muscicapidae
Loài chim này được tìm thấy ở Ấn Độ, Bangladesh, Bhutan, Campuchia, Đài Loan, Lào, Myanmar, Nepal, Nhật Bản, Pakistan, Thái Lan, Trung Quốc và Việt Nam.
Môi trường sống tự nhiên của loài này là các rừng đất thấp hoặc núi cao ẩm ướt nhiệt đới và cận nhiệt đới.